# Groupama–FDJ

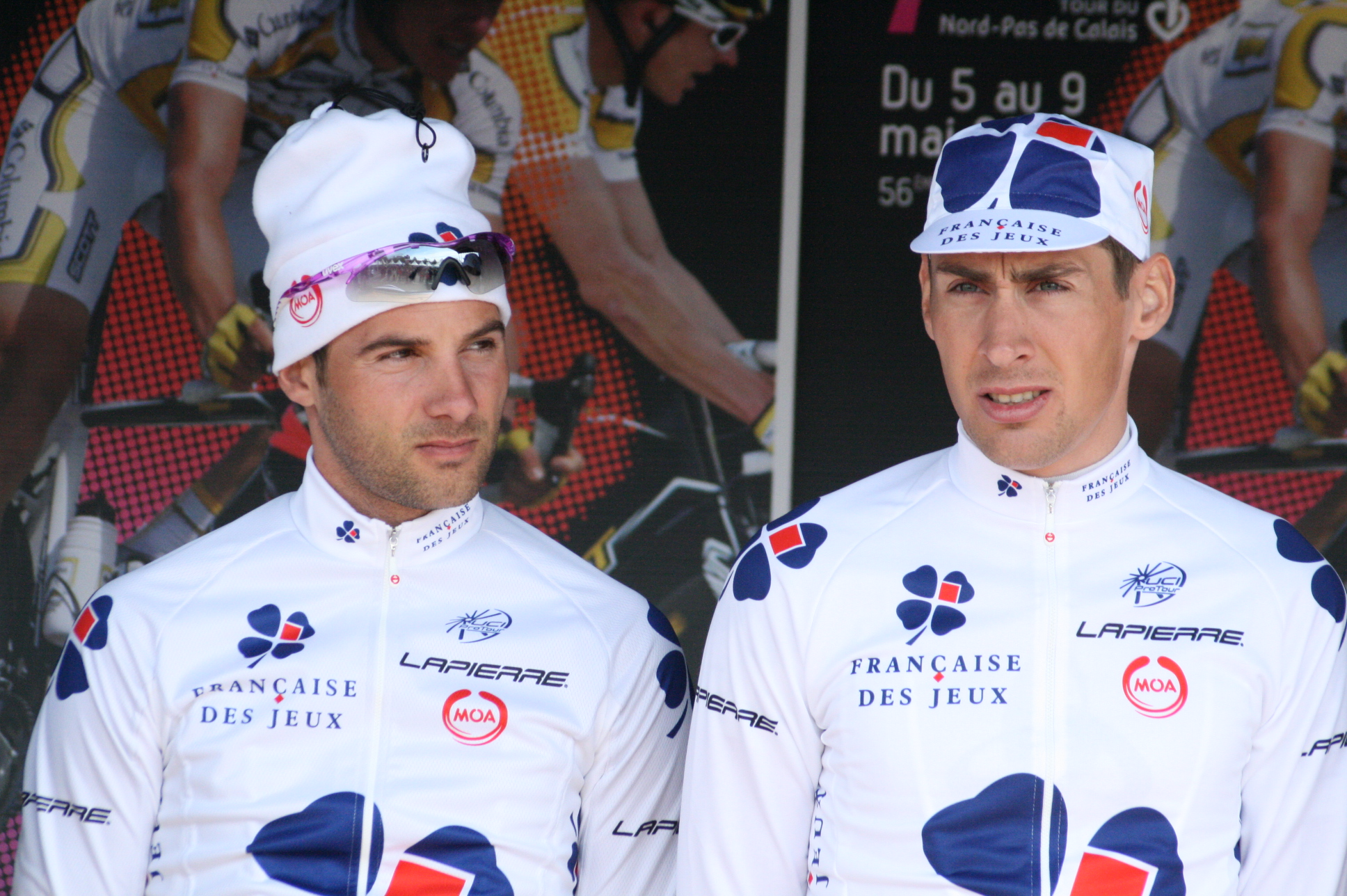
Olivier Bonnaire și Matthieu Ladagnous

Groupama–FDJ (UCI cod | GFC) este o echipă Franceză de ciclism din UCI WorldTeam, echipa fiind numită după sponsorul său, Française des Jeux Sponsorizarea echipei a început în 1997. Numele echipei in 2003 si 2004 a fost FDJeux.com, apoi a fost redenumit Française des Jeux, se presupune pentru a evita un presupus ghinion, până în iulie 2010, când numele a fost simplificat la inițialele sale.
Echipa este condusă de Marc Madiot, un fost mare ciclist care a câștigat si un Paris-Roubaix. Majoritatea ciclistilor din echipă sunt francezi. În editia din 2003 a Turului Frantei, expertul in contratimp, Bradley McGee, a castigat prologul si a purtat tricoul galben pentru câteva zile. Sprinterul Baden Cooke a castigat tricoul verde, al celui mai bun sprinter, in aceeasi editie.

## Rezultate Mari
2006
În ediția din 2006 a Turului Frantei, Benoît Vaugrenard a tinut tricoul alb pentru primele doua etape
Francezul Frédéric Guesdon a castigat a 100-a editia a clasicii Paris-Tours.
2007
- 7 Ianuarie : Francis Mourey :  Franța Campionatele Nationale de Ciclo-Cross
- 19 Aprilie : Sébastien Chavanel : Locul 1 Grand Prix de Denain
- 13 Mai : Mathieu Ladagnous : 4 Jours de Dunkerque (Primul si la clasamentul general si al celui mai bun tanar)

2008
- 27 Ianuarie  : Philippe Gilbert : Cel mai bun catarator, Tour Down Under
- 27 Ianuarie : Clasamentul pe echipe, Tour Down Under
- 10 Februarie : Philippe Gilbert : Etapa 1, Volta a Mallorca
- 1 Martie : Philippe Gilbert : Omloop Het Volk
- 4 Septembrie : Jussi Veikkanen: Etapa 6, Deutschland Tour
- 12 Octombrie : Philippe Gilbert: Paris–Tours

2010
- 13 Iulie : Sandy Casar: etapa 9, Tour de France 2010
- 3 August  : Yauheni Hutarovich: Etapa 3, [[2010 Tour de Pologne|Tour de Pologne
- 29 August : Yauheni Hutarovich: Etapa 2, Vuelta a Espana

## Echipa

### 2016
| Team roster 2016                                           | Team roster 2016  | Team roster 2016                 | Team roster 2016 |
| Ciclist                                                    | Data nașterii     | Previous team                    |                  |
| ---------------------------------------------------------- | ----------------- | -------------------------------- | ---------------- |
| William Bonnet                                             | 25 iunie 1982     | BBox Bouygues Telecom (2010)     |                  |
| Sébastien Chavanel                                         | 21 martie 1981    | Team Europcar (2013)             |                  |
| Arnaud Courteille                                          | 13 martie 1989    | UC Nantes Atlantique (2010)      |                  |
| Mickaël Delage                                             | 6 august 1985     | Omega Pharma-Lotto (2010)        |                  |
| Arnaud Démare                                              | 26 august 1991    | CC Nogent-sur-Oise (2011)        |                  |
| Odd Christian Eiking                                       | 28 decembrie 1994 | Joker (2015)                     |                  |
| Kenny Elissonde                                            | 22 iulie 1991     | Club Cycliste d'Étupes (2011)    |                  |
| Murilo Fischer                                             | 16 iunie 1979     | Garmin-Sharp (2012)              |                  |
| Marc Fournier                                              | 12 noiembrie 1994 | CC Nogent-sur-Oise (2015)        |                  |
| Alexandre Geniez                                           | 16 aprilie 1988   | Argos-Shimano (2012)             |                  |
| Daniel Hoelgaard                                           | 1 iulie 1993      | Joker (2015)                     |                  |
| Ignatas Konovalovas                                        | 8 decembrie 1985  | Marseille 13 KTM (2015)          |                  |
| Matthieu Ladagnous                                         | 12 decembrie 1984 | Entente Sud Gascogne (2005)      |                  |
| Johan Le Bon                                               | 3 octombrie 1990  | Bretagne-Schuller (2012)         |                  |
| Olivier Le Gac                                             | 27 august 1993    | BIC 2000 (2014)                  |                  |
| Pierre-Henri Lecuisinier                                   | 30 iunie 1993     | Vendée U (2013)                  |                  |
| Jérémy Maison                                              | 21 iulie 1993     | Club Cycliste d'Étupes (2015)    |                  |
| Lorrenzo Manzin                                            | 26 iulie 1994     | UC Nantes Atlantique (2014)      |                  |
| Steve Morabito                                             | 30 ianuarie 1983  | BMC Racing Team (2014)           |                  |
| Yoann Offredo                                              | 12 noiembrie 1986 | CC Nogent-sur-Oise (2007)        |                  |
| Laurent Pichon                                             | 19 iulie 1986     | Bretagne-Schuller (2012)         |                  |
| Cédric Pineau                                              | 8 mai 1985        | Roubaix Lille Métropole (2010)   |                  |
| Thibaut Pinot                                              | 29 mai 1990       | Club Cycliste d'Étupes (2009)    |                  |
| Sébastien Reichenbach                                      | 28 mai 1989       | IAM Cycling (2015)               |                  |
| Kévin Réza                                                 | 18 mai 1988       | Team Europcar (2014)             |                  |
| Anthony Roux                                               | 18 aprilie 1987   | UV Aube (2007)                   |                  |
| Jérémy Roy                                                 | 22 iunie 1983     |                                  |                  |
| Marc Sarreau                                               | 10 iunie 1993     | Armée de terre (2014)            |                  |
| Benoît Vaugrenard                                          | 5 ianuarie 1982   |                                  |                  |
| Arthur Vichot                                              | 26 noiembrie 1988 | CR4C Roanne (2009)               |                  |
| Fabien Doubey (1 aug–31 dec, trainee)                      | 21 octombrie 1993 | Club Cycliste d'Étupes (2016)    |                  |
| David Gaudu (1 aug–31 dec, trainee)                        | 10 octombrie 1996 | Côtes d'Armor-Marie Morin (2016) |                  |
| Léo Vincent (1 aug–31 dec, trainee)                        | 6 noiembrie 1995  | Club Cycliste d'Étupes (2016)    |                  |
|                                                            |                   |                                  |                  |
| Sources: ProCyclingStats Cycling Quotient Cycling Archives |                   |                                  |                  |

### 2010
Din 1 ianuarie 2010.
| Ciclist                  |
| ------------------------ |
| Olivier Bonnaire (FRA)   |
| Sandy Casar (FRA)        |
| Pierre Cazaux (FRA)      |
| Sébastien Chavanel (FRA) |
| Mikael Cherel (FRA)      |
| Rémy Di Gregorio (FRA)   |
| Arnaud Gerard (FRA)      |
| Anthony Geslin (FRA)     |
| Timothy Gudsell (NZL)    |
| Frédéric Guesdon (FRA)   |
| Yauheni Hutarovich       |
| Mathieu Ladagnous (FRA)  |

| Christophe Le Mével (FRA) |
| Gianni Meersman (BEL)     |
| Francis Mourey (FRA)      |
| Yoann Offredo (FRA)       |
| Thibaut Pinot (FRA)       |
| Anthony Roux (FRA)        |
| Jérémy Roy (FRA)          |
| Wesley Sulzberger (AUS)   |
| Benoît Vaugrenard (FRA)   |
| Jussi Veikkanen (FIN)     |
| Arthur Vichot (FRA)       |